# Frederic Goldsmith
Pour les articles homonymes, voir Goldsmith.
Frederic Goldsmith est un général anglais, chargé de mission auprès de la Compagnie britannique des Indes orientales, né à Londres en 1818 et mort à Londres en 1908. Léopold II a recours à lui pour négocier la défense des intérêts de l'État indépendant du Congo face aux prétentions du Portugal de 1881 à 1884.

## Biographie
Né dans une famille de marchands et de financiers, Goldsmith fait ses études au King's College de Londres, puis entre dans l'armée des Indes et se trouve en garnison à Madras. En 1840-1841, il prend part à la guerre en Chine. En 1855-1856, il participe à la campagne de Crimée orientale.
En 1870-1872, il est chargé par son pays de résoudre les différents frontaliers surgis entre la Perse d'une part et le Béloutchistan et l'Afghanistan d'autre part. 
Léopold II fait appel à lui en 1881-1882 pour une mission que le roi monte à ses frais et qui consiste à riposter aux prétentions du Portugal sur le Congo.
Le roi des Belges a comme intention, à cette époque, de créer une confédération de tribus congolaises sous l'autorité de l'Association internationale du Congo dont elles reconnaitraient la souveraineté. Avec Louis Valcke et Alexandre Delcommune, Goldsmith est chargé à son arrivée à Boma en juillet 1883, de faire reconnaître la souveraineté de l’État indépendant du Congo jusqu'à Léopoldville (Kinshasa) auprès des différentes tribus congolaises qu'il rencontre.
Une caravane se constitue et le quatorze septembre 1883, part vers Vivi puis vers Isanghila.
Goldsmith, qui a déjà près de 65 ans est épuisé et doit rapidement laisser là ses compagnons poursuivre leur mission jusque Léopoldville. Ceux-ci recueillent plus de 300 adhésions de chefs congolais à une Charte de la confédération qui se composait de sept articles avec le drapeau à l'étoile d'or sur fond bleu comme emblème. En décembre 1883 Goldsmith revient vers l'Europe et l'Angleterre.
Dans son pays il est nommé président de la Société de géographie de Londres . C'est en cette qualité qu'il va intervenir dans les affaires de l'État indépendant du Congo.       
En 1882, le Royaume portugais, grâce à d'autres concessions faites aux Anglais, obtient la signature d'une convention qui reconnaît la possession par le Portugal des deux rives du Congo jusqu'à Noqui près de Matadi. Le traité accorde la liberté de navigation sur le fleuve pour la Grande-Bretagne et le Portugal uniquement. Ce traité fait courir de grands risques aux projets de Léopold II et ce dernier fait pression sur la Grande-Bretagne pour le faire abroger. Il est appuyé par l'Allemagne et la France. Une commission mixte est nommée dont le général Frederic Goldsmith est président. Elle est chargée d'examiner la valeur des traités rassemblés auprès des chefs congolais sur les territoires de la côte et jusqu'à Noqui. En novembre 1884, la commission conclut à la nullité absolue des revendications portugaises.
Le général Goldsmith meurt à Londres en 1908 après avoir écrit : My recent visit to Congo,.